# Westfield San Francisco Centre
Westfield San Francisco Centre es un lujoso  centro comercial urbano localizado en San Francisco, California operado por The Westfield Group y copropiedad de Westfield y Forest City Enterprises.  Sus tiendas anclas son Nordstrom y Bloomingdale's e incluye un complejo de cines Century Theatres, un supermercado gourmet Bristol Farms y una filial de la Universidad Estatal de San Francisco.

## Historia
Originalmente fue desarrollado por Sheldon Gordon (co-desarrollador de The Forum Shops at Caesars y Beverly Center) el centro comercial abrió en octubre de 1988 como San Francisco Shopping Centre con aproximadamente 500,000 pies cuadrado (46,000 m²) de espacio, para ese entonces la gran tienda Nordstrom (350,000 pies cuadrado) de varios pisos, la primera escalera espiral en los Estados Unidos, que conectaba a la tienda matriz Emporium-Capwell.
Después de su pobre inicio, se convirtió en uno de los mejores centros comerciales de los Estados Unidos.
La remodelación costó $440 millones. Sólo la fachada frontal de la estructura original del edificio fue preservada; el resto fue completamente construida y reemplazada. Cuando se completó el proyecto, Forest City se convirtió en una pareja de equidad junto con  Westfield y asumieron la responsabilidad para operar el centro comercial.

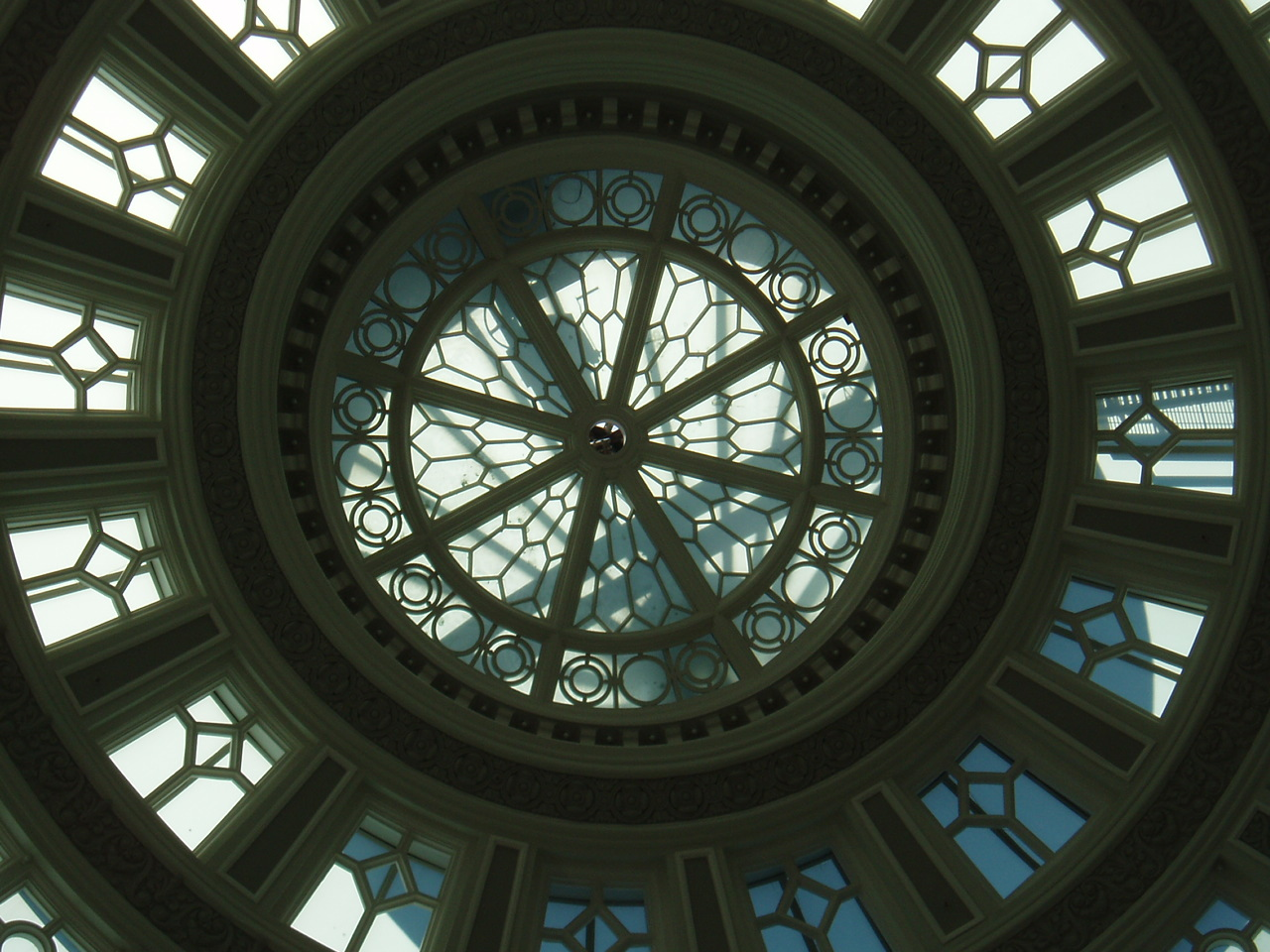
La cúpula en el interior del centro comercial.

## Anclas y Grandes Almacenes
- Bloomingdale's (338,000 ft²; abrió en 2006)
- Nordstrom (350,000 ft²; abrió en 1988)
- Century Theatres 9-pantallas gigantes multiplex (53,000 ft²)
- Bristol Farms (30,000 ft²; abrió en 2006)
- San Francisco State University College of Extended Learning (107,000 ft²; abrió en 2006)